# Arroyo Divisa
Der Arroyo Divisa ist ein Fluss in Uruguay.
Er entspringt auf dem Gebiet des Departamento Salto in der Cuchilla de los Arapeyes. Von dort verläuft der wenige Kilometer lange Fluss in südwestliche Richtung und mündet schließlich als rechtsseitiger Nebenfluss in den Río Arapey.